# Открытый чемпионат Антверпена по теннису
Открытый чемпионат Антверпена (англ. European Open Antwerp) — серия профессиональных международных теннисных турниров, проводившихся в бельгийском Антверпене на крытых хардовых кортах, оборудованных на территории местной «Lotto Arena». Мужское соревнование в 2016—2024 годах относилось к категории ATP 250 и проходило в октябре, а женское с 2015-го года относится к премьер-серии WTA и играется в начале февраля. Оба турнира имеют турнирную сетку, рассчитанную на 32 участника в одиночном разряде и 16 пар. Призовой фонд мужского турнира составляет 767 тысяч евро, а женского — 731 тысячу долларов.

## История
Мужской турнир впервые проведён в 1982-м году как выставочное соревнование на крытых кортах. Был обеспечен крупный призовой фонд, позволивший пригласить к себе лидеров того сезона тура Гран-при из числа игроков, игравших в финальных матчах на европейских соревнованиях серии. Позже регламент менялся, а в 1992-м году турнир включён в календарь основной серии ATP, в 1995-м году соревнование не проводилось, а в 1996-1998-м приз входил в более престижную Championship Series. В 1999-м году турнир был вновь отменён и вернулся в календарь серии лишь в 2016-м году, когда календарь покинул чемпионат в испанской Валенсии. Накануне сезона-2025 турнир переведён в Брюссель, где после паузы возродили свой турнир в рамках элитных серий теннисного протура.
Женский турнир впервые проведён в 1999-м году как турнир WTA на грунтовых кортах. Чемпионат разыгрывался в мае на протяжении трёх сезонов, после чего был переведён в зал, а матчи принял комплекс Sportpaleis. Чемпионат получил более высокий статус — вторую категорию и в новом виде проводился семь лет, после чего его проведение было приостановлено. В 2015-м году турнир вернулся в календарь, заняв в календаре место упразднённого турнира в Париже, но уже через год вновь переехал — в Санкт-Петербург.
Победители и финалисты
Антверпенский турнир был ценим и любим многими игроками, регулярно задерживавшимися на местных кортах на всю игровую неделю. В мужском одиночном разряде чемпионат пять раз выигрывал Иван Лендл и трижды — Джон Макинрой; в мужских парах по два титула на счету Йонаса Бьоркмана и Эдуара Роже-Васслена. Женский одиночный турнир трижды покорялся Амели Моресмо и дважды — Винус Уильямс и Жюстин Энен; в женских парах четыре титула на счету Кары Блэк и по два — у Ким Клейстерс, Элс Калленс, Катарины Среботник и Лизель Хубер. Клейстерс — единственная спортсменка, выигравшая один и тот же разряд на антверпенских кортах и в зале и на грунте.

## Финалы турнира

### Одиночный разряд
| Год                | Чемпион               | Финалист          | Счёт                   |
| ------------------ | --------------------- | ----------------- | ---------------------- |
| Турнир АТР         |                       |                   |                        |
| 2024               | Роберто Баутиста Агут | Иржи Легечка      | 7-5 6-1                |
| 2023               | Александр Бублик      | Артюр Фис         | 6-4 6-4                |
| 2022               | Феликс Оже-Альяссим   | Себастьян Корда   | 6-3 6-4                |
| 2021               | Янник Синнер          | Диего Шварцман    | 6-2 6-2                |
| 2020               | Уго Эмбер             | Алекс де Минор    | 6-1 7-6(4)             |
| 2019               | Энди Маррей           | Стэн Вавринка     | 3-6 6-4 6-4            |
| 2018               | Кайл Эдмунд           | Гаэль Монфис      | 3-6 7-6(2) 7-6(4)      |
| 2017               | Жо-Вильфрид Тсонга    | Диего Шварцман    | 6-3 7-5                |
| 2016               | Ришар Гаске           | Диего Шварцман    | 7-6(4) 6-1             |
| 1998               | Грег Руседски         | Марк Россе        | 7-6(3) 3-6 6-1 6-4     |
| 1997               | Марк Россе            | Тим Хенмен        | 6-2 7-5 6-4            |
| 1996               | Михаэль Штих          | Горан Иванишевич  | 6-3 6-2 7-6(5)         |
| 1994               | Пит Сампрас (2)       | Магнус Ларссон    | 7-6(5) 6-4             |
| 1993               | Пит Сампрас           | Магнус Густафссон | 6-1 6-4                |
| 1992               | Рихард Крайчек        | Марк Вудфорд      | 6-2 6-2                |
| Выставочный турнир |                       |                   |                        |
| 1991               | Аарон Крикстейн       | Борис Беккер      | Без игры               |
| 1990               | Горан Иванишевич      | Анри Леконт       | 6-2 7-6(6) 4-6 4-6 6-1 |
| 1989               | Иван Лендл (5)        | Милослав Мечирж   | 6-2 6-2 1-6 6-4        |
| 1988               | Джон Макинрой (3)     | Андрей Чесноков   | 6-1 7-5 6-2            |
| 1987               | Иван Лендл (4)        | Милослав Мечирж   | 5-7 6-1 6-4 6-3        |
| 1986               | Джон Макинрой (2)     | Милослав Мечирж   | 6-3 1-6 7-6(5) 5-7 6-2 |
| 1985               | Иван Лендл (3)        | Джон Макинрой     | 1-6 7-6(5) 6-2 6-2     |
| 1984               | Иван Лендл (2)        | Андерс Яррид      | 6-2 6-1 6-2            |
| 1983               | Джон Макинрой         | Джин Майер        | 6-4 6-3 6-4            |
| 1982               | Иван Лендл            | Джон Макинрой     | 3-6 7-6(2) 6-3 6-3     |

| Год  | Чемпионка         | Финалистка              | Счёт        |
| ---- | ----------------- | ----------------------- | ----------- |
| 2015 | Андреа Петкович   | Карла Суарес Наварро    | Без игры    |
| 2008 | Жюстин Энен (2)   | Карин Кнапп             | 6-3 6-3     |
| 2007 | Амели Моресмо (3) | Ким Клейстерс           | 6-4 7-6(4)  |
| 2006 | Амели Моресмо (2) | Ким Клейстерс           | 3-6 6-3 6-3 |
| 2005 | Амели Моресмо     | Винус Уильямс           | 4-6 7-5 6-4 |
| 2004 | Ким Клейстерс     | Сильвия Фарина-Элия     | 6-3 6-0     |
| 2003 | Винус Уильямс (2) | Ким Клейстерс           | 6-2 6-4     |
| 2002 | Винус Уильямс     | Жюстин Энен             | 6-3 5-7 6-3 |
| 2001 | Барбара Риттнер   | Клара Коукалова         | 6-3 6-2     |
| 2000 | Аманда Кётцер     | Кристина Торренс Валеро | 4-6 6-2 6-3 |
| 1999 | Жюстин Энен       | Сара Питковски          | 6-1 6-2     |

### Парный разряд
| Год  | Победители                             | Финалисты                           | Счёт              |
| ---- | -------------------------------------- | ----------------------------------- | ----------------- |
| 2024 | Лукас Мидлер Александр Эрлер           | Роберт Галлоуэй Александр Недовесов | 6-4 1-6 [10-8]    |
| 2023 | Петрос Циципас Стефанос Циципас        | Ариэль Беар Адам Павласек           | 6-7(5) 6-4 [10-8] |
| 2022 | Ботик ван де Зандсхюлп Таллон Грикспор | Рохан Бопанна Матве Мидделкоп       | 3-6 6-3 [10-5]    |
| 2021 | Фабрис Мартен Николя Маю (2)           | Уэсли Колхоф Жан-Жюльен Ройер       | 6-0 6-1           |
| 2020 | Майкл Винус Джон Пирс                  | Рохан Бопанна Матве Мидделкоп       | 6-3 6-4           |
| 2019 | Кевин Кравиц Андреас Мис               | Раджив Рам Джо Солсбери             | 7-6(1) 6-3        |
| 2018 | Николя Маю Эдуар Роже-Васслен (2)      | Сантьяго Гонсалес Марсело Демолинер | 6-4 7-5           |
| 2017 | Скотт Липски Дивидж Шаран              | Сантьяго Гонсалес Хулио Перальта    | 6-4 7-5           |
| 2016 | Даниэль Нестор Эдуар Роже-Васслен      | Николя Маю Пьер-Юг Эрбер            | 6-4 6-4           |
| 1998 | Уэйн Феррейра Евгений Кафельников      | Томас Карбонель Франсиско Роиг      | 7-5 3-6 6-2       |
| 1997 | Дэвид Адамс Оливье Делатр              | Сэндон Столл Цирил Сук              | 3-6 6-2 6-1       |
| 1996 | Йонас Бьоркман (2) Никлас Култи        | Евгений Кафельников Менно Остинг    | 6-4 6-4           |
| 1994 | Ян Апелль Йонас Бьоркман               | Хендрик-Ян Давидс Себастьен Ларо    | 4-6 6-1 6-2       |
| 1993 | Патрик Гэлбрайт Грант Коннелл          | Хавьер Санчес Уэйн Феррейра         | 6-3 7-6           |
| 1992 | Джон Фицджеральд Андерс Яррид          | Патрик Макинрой Джаред Палмер       | 6-2 6-2           |

| Год  | Победительницы                                | Финалистки                            | Счёт           |
| ---- | --------------------------------------------- | ------------------------------------- | -------------- |
| 2015 | Анабель Медина Гарригес Аранча Парра Сантонха | Ан-Софи Местах Алисон ван Эйтванк     | 6-4 3-6 [10-5] |
| 2008 | Кара Блэк (4) Лизель Хубер (2)                | Квета Пешке Ай Сугияма                | 6-1 6-3        |
| 2007 | Кара Блэк (3) Лизель Хубер                    | Елена Лиховцева Елена Веснина         | 7-5 4-6 6-1    |
| 2006 | Динара Сафина Катарина Среботник (2)          | Стефани Форетц Михаэлла Крайчек       | 6-1 6-1        |
| 2005 | Кара Блэк (2) Элс Калленс (2)                 | Анабель Медина Гарригес Динара Сафина | 3-6 6-4 6-4    |
| 2004 | Кара Блэк Элс Калленс                         | Мириам Казанова Элени Данилиду        | 6-2 6-1        |
| 2003 | Ким Клейстерс (2) Ай Сугияма                  | Натали Деши Эмили Луа                 | 6-2 6-0        |
| 2002 | Магдалена Малеева Патти Шнидер                | Натали Деши Мейлен Ту                 | 6-3 6-7(3) 6-3 |
| 2001 | Элс Калленс Вирхиния Руано Паскуаль           | Кристи Богерт Мириам Ореманс          | 6-3 3-6 6-4    |
| 2000 | Сабин Аппельманс Ким Клейстерс                | Дженнифер Хопкинс Петра Рампре        | 6-1 6-1        |
| 1999 | Лаура Голарса Катарина Среботник              | Луиза Племинг Меганн Шонесси          | 6-4 6-2        |